# Антикості
Острів Антикості́  (фр. Île d'Anticosti, англ. Anticosti Island) — острів у затоці Св. Лаврентія. Входить до складу адміністративного регіону Північний Берег провінції Квебек.
Площа: 7892 км²; 217 км довжиною і 16-48 км шириною.
Населення: 281 житель (2006).
Весь острів являє собою один муніципалітет, офіційно відомий як Іль-де-Антикості. 
Це 90-й за величиною острів у світі та 20-й — у Канаді. Населення острову мешкає в основному в селищі Порт-Меньє на західному краю острова та складається переважно з наглядачів численних маяків, встановлених урядом Канади. Через більш ніж 400 корабельних аварій біля свого узбережжя, Антикості отримав назву «Цвинтар в Затоці».
На острові Антикості розташований однойменний Національний парк площею 572 км². Острів має популярність серед любителів дикої природи, мисливства та рибальства, переважно з Канади та США.

## Посилання

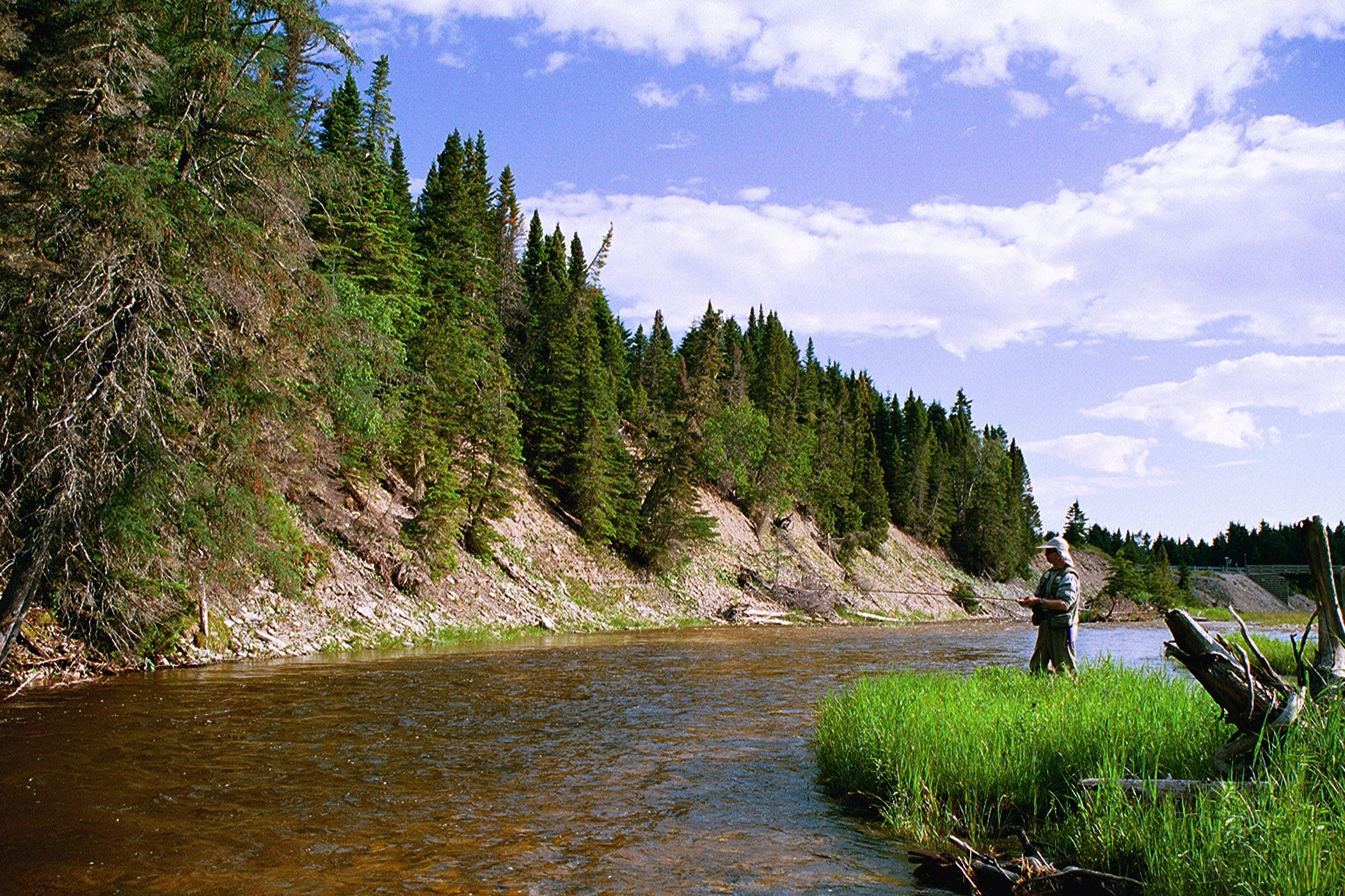
Ловля лосося на Антикості
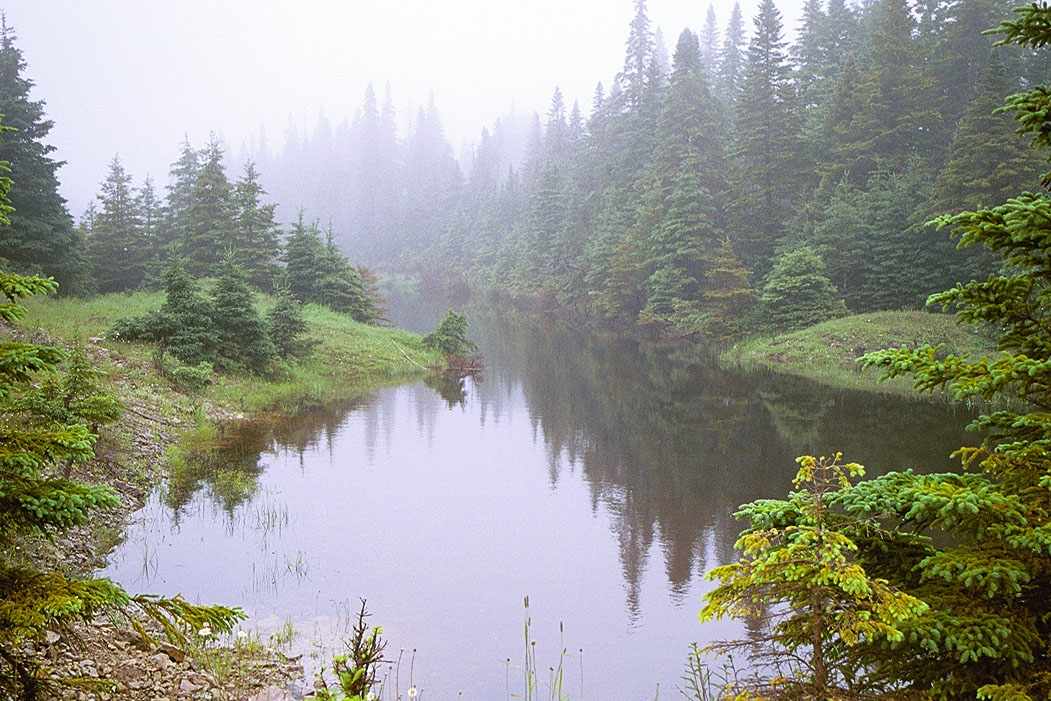
Бобровий ставок на Антикості
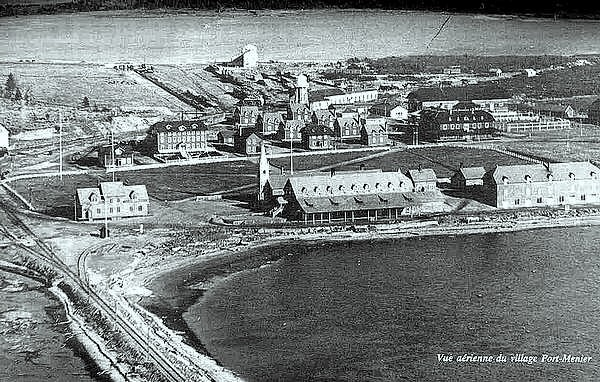
Порт-Меньє у 1922 р.